# Alfonso Varano
Alfonso Varano (født 13. december 1705 i Ferrara, død 13. juni 1788 sammesteds) var en italiensk digter.
Varano levede som litterat for sine studier og sin forfattervirksomhed. Hos samtiden og den nærmest følgende tid erhvervede han sig et betydeligt navn ved sine Dodici visioni sacre e morali, hvori han ville vise, at den italienske digtekunst endnu kunne give sig i lag med alvorlige, især religiøse emner; han søger derfor at træde i Dantes fodspor og benytter terzineversemålet som han. Men Varanos begavelse stod rigtignok ikke mål med hans stræben, og nu til dags vil man ikke have synderligt udbytte af at læse ham, uagtet man må respektere hans idealisme og anerkende hans betydning for den tid, han levede i. Han har desuden skrevet tragedier, nogle med kristelige emner. Blandt udgaver af hans værker må nævnes Opere poetiche (Parma 1789) og Opere scelte (Milano 1818).